# Petra Štarková
 (mai 2023).
La mise en forme du texte ne suit pas les recommandations de Wikipédia : il faut le « wikifier ».
Les points d'amélioration suivants sont les cas les plus fréquents. Le détail des points à revoir est peut-être précisé sur la page de discussion.
- Les titres sont pré-formatés par le logiciel. Ils ne sont ni en capitales, ni en gras.
- Le texte ne doit pas être écrit en capitales (les noms de famille non plus), ni en gras, ni en italique, ni en « petit »…
- Le gras n'est utilisé que pour surligner le titre de l'article dans l'introduction, une seule fois.
- L'italique est rarement utilisé : mots en langue étrangère, titres d'œuvres, noms de bateaux, etc.
- Les citations ne sont pas en italique mais en corps de texte normal. Elles sont entourées par des guillemets français : « et ».
- Les listes à puces sont à éviter, des paragraphes rédigés étant largement préférés. Les tableaux sont à réserver à la présentation de données structurées (résultats, etc.).
- Les appels de note de bas de page (petits chiffres en exposant, introduits par l'outil «  Source ») sont à placer entre la fin de phrase et le point final[comme ça].
- Les liens internes (vers d'autres articles de Wikipédia) sont à choisir avec parcimonie. Créez des liens vers des articles approfondissant le sujet. Les termes génériques sans rapport avec le sujet sont à éviter, ainsi que les répétitions de liens vers un même terme.
- Les liens externes sont à placer uniquement dans une section « Liens externes », à la fin de l'article. Ces liens sont à choisir avec parcimonie suivant les règles définies. Si un lien sert de source à l'article, son insertion dans le texte est à faire par les notes de bas de page.
- La présentation des références doit suivre les conventions bibliographiques. Il est recommandé d'utiliser les modèles {{Ouvrage}}, {{Chapitre}}, {{Article}}, {{Lien web}} et/ou {{Bibliographie}}. Le mode d'édition visuel peut mettre en forme automatiquement les références.
- Insérer une infobox (cadre d'informations à droite) n'est pas obligatoire pour parachever la mise en page.

Pour une aide détaillée, merci de consulter Aide:Wikification.
Si vous pensez que ces points ont été résolus, vous pouvez retirer ce bandeau et améliorer la mise en forme d'un autre article.
 (mai 2023).
Petra Štarková, née Petra Purketová le 24 décembre 1975 à Jevíčko, est une psychologue, publiciste et écrivaine tchèque, auteur d'articles scientifiques professionnels et de vulgarisation, de feuilletons, de nouvelles - principalement dans le domaine de la fantasy et des livres pour enfants. Elle vit à Brno.
Elle rédige des articles pour les magazines Psychologie Dnes, Sociální služby, XB-1 (ancien Ikarie), E15 et d'autres. Elle est également experte médico-légale dans les domaines de la psychologie, des personnes handicapées et des services sociaux. Ses livres sont publiés par Triton, Portal, Pasparta et Albatros. Avec Ivona Březinová, elle a créé la série d'édition Má to háček, dont les livres sont publiés par la maison d'édition Albatros. Les héros de cette série sont toujours des enfants qui ont un problème, un handicap ou un trouble mental, et les livres sont destinés aux enfants de 7 à 9 ans précisément pour qu'ils puissent lire sur ces sujets et les comprendre.

## Publications
- Pirát jménem Šampaňský, Triton, 2015, un conte pour enfants à partir de 4 ans
- Jak to chodí v lidské hlavě, Portál, 2016, encyclopédie de psychologie pour enfants à partir de 10 ans
- Lukáš a profesor Neptun, Édition Albatros 2017, histoire pour les enfants à partir de 7 ans faisant partie de la série Má to háček, thème de l'autisme
- Můj brácha Tornádo, Albatros 2018, histoire pour les enfants à partir de 8 ans faisant partie de la série Má to háček, thème du TDAH
- Bibu (Babelcube inc. 2019), livre électronique pour les tout-petits, publié en espagnol, italien, français et anglais
- Bibu, Palmknihy,  auto-publié 2019, version tchèque de l'e-book
- Pravidla skutečných ninjů, Albatros 2019, histoire pour les enfants à partir de 8 ans faisant partie de la série Má to háček, thème du comportement problématique
- Jak se dostat z maléru, Portál 2020, encyclopédie de droit civil pour les enfants à partir de 10 ans
- Největší nemehlo pod sluncem, Albatros 2022, histoire pour les enfants à partir de 8 ans faisant partie de la série Má to haček, thème de la maladresse et de la dyspraxie

## Histoires indépendantes
- Odkaz zpovědníka z Loudunu dans le recueil Drakobijci, Straky na Vrbě, 2005
- Pod nebem Justicie, Mlok, 2008
- Cizinec z planet Země dans le recueil O čem ženy píší, IFP Publishing, 2008
- Virtuální smrt nebolí dans le recueil Technokouzla aneb příběhy z jiných světů, Key Publishing, 2008
- Vlastenci, kteří nezapadnou dans le recueil Pěna dějin, Tribute EU, 2009
- Morituri te maturitas dansle recueil Jinosvěty, ČS Fandom, 2011
- Dračí dieta aneb Kterak to v pohádkách neměli lehké dans le recueil Rozmarná fantastika, Hydra, 2015, disponible en version imprimée et e-book
- Havranní rapsodie dans le recueil Žena s labutí, Fortna, 2018, disponible en version imprimée et e-book

## Recueils de nouvelles (e-books)
- SEIF, Petra Štarková, Palmknihy 2021, nouvelles de science-fiction
- SEIF (Babelcube inc. 2022), nouvelles de science-fiction, traduction en français par Christine Biloré, e-book
- Odkaz zpovědníka z Loudunu, Petra Štarková, Palmknihy 2021, fantaisie classique, humoristique et historique
- Morituri te maturitas, Petra Štarková, Palmknihy 2022, science-fiction, fantastique, humour, fiction
- Návrat vlkodlaků, Petra Štarková, Palmknihy 2023, humour, fantasy urbaine

## Liens vers des livres
- Pirát jménem Šampaňský sur le site de Tritonu
- Jak to chodí v lidské hlavě sur le site de Portál
- Autres livres sur le site d'Albatros

## Critiques et discussions
- Papoušek s páskou přes oko a velká dobrodružství
- Petra Štarková zamířila do Nejlepší zbrojnice - histoire courte audio
- Article sur le site Horror
- Entretien avec Petra Štarková
- Klub knihomolů - Když brácha běhá s větrem o závod
- Magazine La Cultura - čaj o páté Rozhovor s Petrou Štarkovou
- Livres recommandés par les psychiatres et les psychologues - magazine Atyp
- Dragell
- Reportage du magazine Atyp sur le livre Můj bracha Tornádo
- Reportage de Světa knihy 2019 - křest Tornáda
- Critique sur le site Křesťan dnes de Můj bracha Tornádo
- Critique sur le site Na skok jinam - Lukáš a profesor Neptun
- Critique de Martina Mičková
- Critique de Jak to chodí v lidské hlavě du Klub knihomolů

## Distinctions
https://www.nejlepsiknihydetem.cz/file/document/b495c1a3d5548b2021cc09c21dcad1d6.pdf Les meilleurs livres pour enfants 2016 Nomination pour le ruban d'or 2016 https://www.rostemesknihou.cz/starkova-petra-lukas-a-profesor-neptun-an3449/ Campagne "grandir avec un livre" 2017 https://nakladatelstvi.portal.cz/nakladatelstvi/aktuality/78447/uspech-jsme-zopakovali--opet-mame-v-nominaci-o-zlatou-stuhu-dve-knihy Nomination au ruban d'or 2017 Prix VVZPO 2018